# 第3世代原子炉

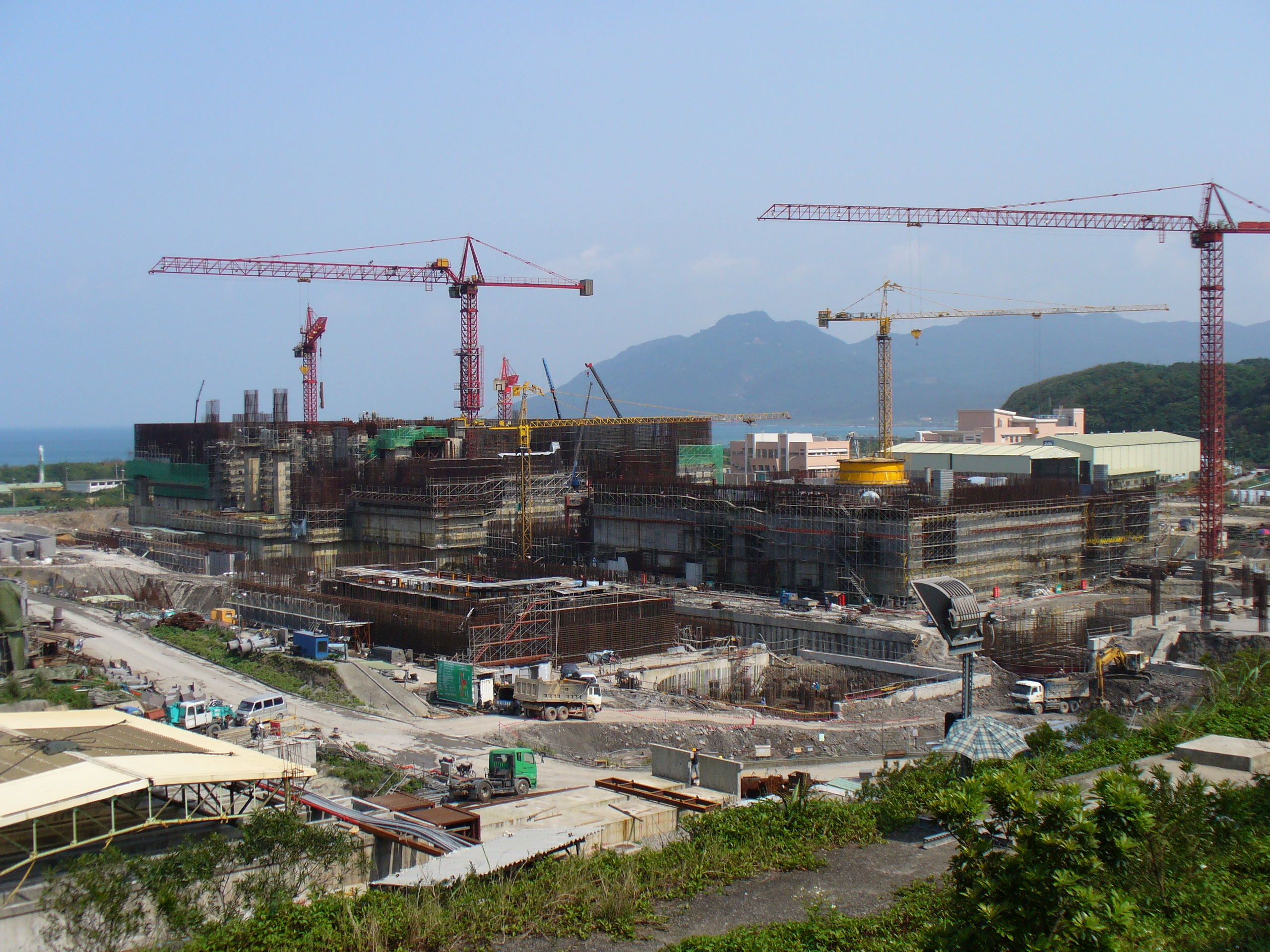
台湾の龍門原発での第3世代炉（改良型沸水炉）の建設風景。一台あたり135万kWの発電が可能になっている。

第3世代原子炉（だいさんせだいげんしろ）は、第2世代原子炉の運用中に開発され、各種の第2世代炉の設計を元に進化的な改良が組み入れられた改良型の原子炉の設計。改良された燃料技術、優れた熱効率、受動的安全システム、メンテナンスとコストの削減のための原子炉設計の規格化などが特徴となっている。

## 概要
炉の技術の改良の結果、第2世代炉に比べ長い運用寿命を得ている。第2世代炉の当初の設計寿命が40年、実質的な運用寿命は80年以上に延ばされているが、第3世代は当初設計では60年の寿命であり、完全な分解点検と圧力容器の交換までの寿命は120年に延長できる。さらに、炉心損傷頻度は第2世代炉より低く、欧州加圧水型炉では年に10億本のうち燃料棒の損傷が60本程となっており、ESBWRでは年に10億本のうちの燃料棒の損傷は3本程となっている。これは第2世代の沸水炉の年間10億本のうちの燃料棒の損傷1万本に比べ非常に低くなっている。
安全装置としては多くが受動的な緊急炉心冷却システムを導入している。これらは多くが重力や原子炉の熱を利用して外的要因抜きに原子炉を冷やす装置であり、すべての冷却装置が故障した際に、72時間はこれらのエネルギーで炉心の冷却が図れるようになっている。これらの時間稼ぎの間に原子炉の根本的な修復に取り掛かれるとされる。第3世代原子炉もさらに安全性の向上が進められており、緊急炉心冷却装置の全面に受動的な安全装置を利用する形式の原子炉は第3世代+と呼ばれる。
現在提唱されている第3世代原子炉の形式の多くは冷却炉に水を用いている。以前からの沸騰水型、加圧水型の改良型が多く、多数の会社によって様々な原子炉が設計されている。原子炉の大型化、効率化によって第3世代原子炉の多くが出力が強化されており、第2世代2基分程度の発電能力を持つものも存在する。
最初の第3世代原子炉は日本において建設され、同時にヨーロッパで建設が認可された。第3世代+であるウェスチングハウス社（東芝傘下）のAP1000原子炉は中国、浙江省三門県で2013年からの運用が計画されている他、米国では4基の建設計画が認可される見通しとなっている。

## 第3世代の原子炉
| 改良型沸騰水型軽水炉 (ABWR)   | ゼネラル・エレクトリックの設計した原子炉。1996年に日本で最初に導入された。 |
| 改良型加圧水型軽水炉 (APWR)   | 三菱重工業の開発した加圧水型軽水炉の改良型。 |
| CANDU6能力向上形 (EC6)        | カナダ原子力公社の開発したCANDU炉の後期系統。 |
| VVER-1000/392                 | VVERのAES91からAES92までで行われた様々な改良が加えられたもの。 |
| AP600                         | 1998年にウェスチングハウス社がNRCの最終設計認可を受けた加圧水型軽水炉。 EIAは「ウェスチングハウス社はより大きいが、潜在的には若干経済的（単位発電量あたりのコストとして）なAP1000を前面に押し出して、AP600を売り込まなかった」としている。現在まで採用されていない。 |
| Hualong One/HPR-1000          | 中国広東核電集団公司（中広核集団、CGNPC）と中国核工業集団公司（中核集団、SNPTC）の中国2大原子炉メーカーが共同で開発。 |
| System80+（System80の改良型） | コンバッション・エンジニアリング社の設計した原子炉。これは韓国で開発された第3世代+であるAPR1400の技術的基礎となっている。現在まで採用されていない。 |
| 改良型加圧水型重水炉 (AHWR)   | インド・バーバ原子力研究センター (BARC) で開発中のトリウム燃料を燃やすための次世代型原子炉。 |

## 第3世代+の原子炉
第3世代+は安全性、経済性で第三世代に勝る重要な改良が行われた改善型の原子炉設計で、1990年代にNRCに公認された。
| 改良型CANDU炉 (ACR-1000)             | CANDU炉の改良型。運用中に燃料棒の交換が可能であるが、重水炉であるためトリチウムが発生する。 |
| AP1000                               | AP600の出力を増強させた改良型。2012年2月9日、アメリカ・ジョージア州ボーグル原子力発電所3号機および4号機への採用が決定し、アメリカ原子力委員会 (NRC) は原発の建設と運転を34年ぶりに認可した。同型はVCサマー原発2、3号機への採用も決まっている。 |
| 欧州加圧水型炉                       | フラマトムM4とジーメンス発電部門のKONVOI炉の直系進化型の加圧水型軽水炉。 |
| 高経済性単純化沸騰水型原子炉 (ESBWR) | ABWRをより高度化したもの。 |
| APR1400                              | アメリカのSystem80+を改良した改良型圧水炉。 韓国の次世代炉の基礎になっている。 |
| VVER-1200/392M                       | AES2006の設計で主に受動的安全性が特徴である。 |
| VVER-1200/491                        | AES2006の設計であり、動的安全性に特徴があり、国際的にはMIR1200として販売されている。 |
| VVER-1200/510                        | AES2010の設計であり、WWER-TOIとも称される。392Mを基礎としている。 |
| 改良型欧州沸騰水型炉                 | ABWRを元として、出力を増やしEUの安全基準を満たしている。 |
| B&W mPower                           | バブコック・アンド・ウィルコックスとベクテル社が開発中の進化型軽水炉。 第3世代++とされている。 |